# U-619
El submarí alemany U-619 va ser un submarí tipus VIIC construït per la Kriegsmarine de l'Alemanya nazi per al servei durant la Segona Guerra Mundial.

## Disseny
Els submarins alemanys de tipus VIIC van ser precedits pels submarins de tipus VIIB més curts. L'U-619 tenia un desplaçament de 769 tones (757 tones llargues) quan estava a la superfície i de 871 tones (857 tones llargues) mentre estava submergit. Tenia una longitud total de 67,10 m (220 peus 2 polzades), una longitud del casc a pressió de 50,50 m (165 peus 8 polzades), una mànega de 6,20 m (20 peus 4 polzades), una alçada de 9,60 m (31 peus 6 polzades) i un calat de 4,74 m (15 peus 7 polzades). El submarí estava propulsat per dos motors dièsel sobrealimentats de sis cilindres i quatre temps Germaniawerft F46, produint un total de 2.800 a 3.200 cavalls de potència (2.060 a 2.350 kW; 2.760 a 3.160 shp) per al seu ús a la superfície, dos motors elèctrics de doble efecte GG UB 720/8 Brown, Boveri & Cie que produïen un total de 750 cavalls de potència (75500 kW); shp) per utilitzar-lo submergit. Tenia dos eixos i dues hèlixs d'1,23 m (4 peus). El vaixell era capaç d'operar a profunditats de fins a 230 metres (750 peus).
El submarí tenia una velocitat màxima en superfície de 17,7 nusos (32,8 km/h; 20,4 mph) i una velocitat màxima submergida de 7,6 nusos (14,1 km/h; 8,7 mph). Quan estava submergit, el vaixell podia operar durant 80 milles nàutiques (150 km; 92 milles) a 4 nusos (7,4 km/h; 4,6 mph); mentre que a la superfície podia viatjar 8.500 milles nàutiques (15.700 km; 9.800 milles) a 10 nusos (19 km/h; 12 mph).
L'U-619 estava equipat amb cinc tubs de torpedes de 53,3 cm (21 polzades) (quatre muntats a la proa i un a la popa), catorze torpedes, un canó naval SK C/35 de 8,8cm (3,46 polzades), 220 projectils i un canó antiaeri C/30 de 2 cm (0,79 polzades). El vaixell tenia una tripulació de d'entre 44 i 60 oficials i mariners.

## Història
La seva quilla es va posar el 19 de juny de 1941 a la drassana de Blohm & Voss a Hamburg, amb el número de drassana 595, avarat el 9 de març de 1942 i comissionat el 23 d'abril de 1942 sota el comandament del  Oberleutnant zur See Kurt Makowski.
La carrera del submarí començà amb l'entrenament a la 5a Flotilla d'U-boot el 23 d'abril de 1942, seguit pel servei actiu a partir de l'1 d'octubre de 1942 a la 3a Flotilla durant la resta de la seva breu carrera.
En una patrulla va aconseguir enfonsar dos mercants, amb un total de 8.723 tones.
Va participar en dues llopades:
- Blitz (22-26 de setembre de 1942)
- Luchs (27 de setembre-5 d'octubre de 1942)

L'U-619 va ser enfonsat el 5 d'octubre de 1942 a l'Atlàntic nord, al sud-oest d'Islàndia, a la posició 58° 41′ N, 22° 58′ O / 58.683°N,22.967°O,  per les càrregues de profunditat llançades per un Hudson del 269è Esquadró de la RAF. No hi van haver supervivents.

## Historial de victories
| Data                   | Nom           | Nationalitat | Tonatge (GRT) | Destí    |
| ---------------------- | ------------- | ------------ | ------------- | -------- |
| 24 de setembre de 1942 | John Winthrop | Estats Units | 7.176         | Enfonsat |
| 26 de setembre de 1942 | Yorktown      | Regne Unit   | 1.547         | Enfonsat |